# Hilde Antes
Hilde Antes, po mężu Peters (ur. 12 czerwca 1929 w Sulzbach/Saar, zm. 12 stycznia 2016 w Saarbrücken) – niemiecka lekkoatletka specjalizująca się w biegach sprinterskich i biegach płotkarskich, reprezentantka Protektoratu Saary, uczestniczka igrzysk olimpijskich.
Antes reprezentowała Protektorat Saary na Letnich Igrzyskach Olimpijskich 1952 w Helsinkach. Była wówczas zawodniczką klubu SV Saar 05. W biegu przez płotki na 80 metrów zajęła 4. miejsce w grupie eliminacyjnej, które nie premiowało awansu do półfinału zawodów. W biegu eliminacyjnym sztafety 4 × 100 m wraz z Inge Glashörster, Inge Eckel i Ursel Finger zajęła ostatnie, 5. miejsce. Reprezentantki Saary ustanowiły wówczas rekord kraju na tym dystansie wynoszący 49 s.
Rekord osobisty w biegu na 80 m przez płotki wynoszący 12 s ustanowiła w 1952. W 2015 przekazała swój sprzęt sportowy do Deutsches Sport & Olympia Museum w Kolonii.